# Odontomyia ialemus
Odontomyia ialemus är en tvåvingeart som beskrevs av Walker 1849. Odontomyia ialemus ingår i släktet Odontomyia och familjen vapenflugor. Inga underarter finns listade i Catalogue of Life.